# 老斯渥克爾

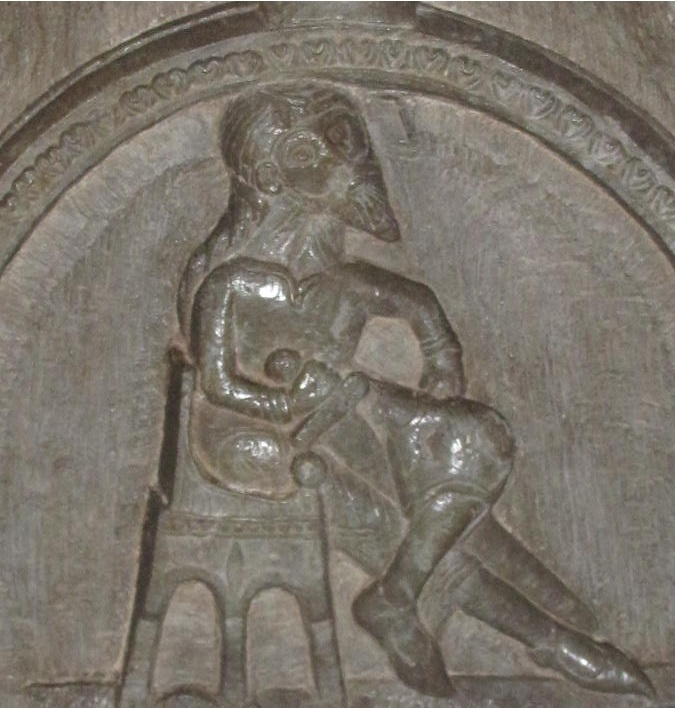
斯渥克爾一世的傳統型像

斯渥克爾一世，亦稱老斯渥克爾（瑞典語：Swærkir konongær gambli，約1125年—1156年12月25日），1156年12月25日被謀殺，於1130年至1156年間的瑞典君主。
斯渥克爾一世本是東約特蘭的大地主。根據西約塔蘭法（1240年），他的父親名為“孔努布”。雖然斯渥克爾一世在位長達26年，但是對他的記載不多，只知道他是於1130年代開始時征服東約特蘭並打敗當時的統治者埃斯特德遜王朝的馬格努斯一世（丹麥國王尼爾斯之子）後，被認定為瑞典國王，創立斯渥克爾王朝。
1156年12月25日，當斯渥克爾一世赴聖誕崇拜途中在阿爾瓦斯特拉被謀殺，主謀懷疑是埃斯特德遜王朝的馬格努斯二世 。敵對國王埃里克九世即位為瑞典國王，直至1161年，斯渥克爾一世次子卡爾七世在厄勒布魯謀殺當時已為國王的馬格努斯二世後繼承王位，其孫科爾·斯渥克爾松、布里斯萊夫·斯渥克爾松及斯渥克爾二世（卡爾七世之子）及曾孫約翰一世（斯渥克爾二世之子）相繼成為瑞典國王。
子女
1. 約翰·斯渥克爾松，死於1150年代初的一次會議期間被憤怒的農民殺死[4]。
2. 瑞典國王卡爾七世[4]。
3. 瑞典的海倫娜，嫁給丹麥國王克努特五世[5]。